# 게오르기 톱스토노고프
게오르기 토프스토노고프(Georgy Alexandrovich Tovstonogov 러시아어: Георгий Александрович Товстоногов, 1915년 9월 28일 ~ 1989년 5월 23일)는 러시아의 연출가이다.
젊은 시절부터 소비에트 연방 모스크바의 여러 극장의 배우, 연출가로 일하였고 1949년 소비에트 연방 레닌그라드의 콤소몰 극장의 예술지도자가 되었으며 1956년부터는 볼쇼이 드라마 극장의 수석연출가가 되었다. 그의 이름이 널리 알려지게 된 것은 1958년의 알렉산드린스키 극장에서의 <낙천적 비극>의 연출을 맡고 난 뒤부터인데, 이같은 비창(悲愴)한 드라마도 그의 손에 들어가면 내면적으로 밝고 맑은 색채를 띤, 장대한 극이 되었다. 근년의 <지혜의 슬픔> <세 자매> 등의 고전에서 보인 그의 새로운 연출 수완은 이 연출자를 현대에서도 가장 대형적인 연출가 대열에 끼워 놓았다.